# دهستان چاپارخانه
چاپارخانه، دهستانی است از توابع بخش مرکزی شهرستان خمام در استان گیلان ایران.

## جمعیت
براساس سرشماری سال ۱۳۸۵جمعیت آن ۱۱۶۲۰نفر (۳۴۳۹خانوار) بوده است. 